# Misthos
Il misthos era una retribuzione pubblica che ad Atene era assegnata a chi ricopriva una carica politica quale ecclesiaste (membro di un'assemblea popolare, la boulé) o dicaste (giudice). Fu introdotto per incentivare la partecipazione alla vita pubblica, e in effetti permise anche ai cittadini di condizione più modesta di poter partecipare effettivamente alla dialettica politica. Secondo Aristotele fu inserita da Pericle (V secolo a.C.) per contrastare lo strapotere del suo rivale politico Cimone, che ricopriva di favori chi apparteneva al suo stesso demo.
Non si conosce l'anno di approvazione, si può solo dire che il terminus ante quem è il 411 a.C., in seguito alla prima rivoluzione oligarchica, scoppiata per la pessima situazione in cui versava Atene a causa della guerra del Peloponneso.
L'entità prevista da Pericle per il misthos era di cinque oboli per i membri della boulé, di quattro oboli per l'ecclesia e di due oboli per il tribunale popolare dell'eliea.

## Il misthos oltre Atene e le polemiche
Alcuni brani polibiani lasciano intendere che una specie di misthos fosse stato adottato anche al di fuori di Atene in alcune democrazie ellenistiche. Aristofane nelle commedie I cavalieri e Le donne al parlamento si prese gioco di questo compenso ritenendolo, da un punto di vista aristocratico, una tipica manifestazione di demagogia.